# Winscales
Winscales – osada i civil parish w Anglii, w Kumbrii, w dystrykcie (unitary authority) Cumberland. W 2011 roku civil parish liczyła 237 mieszkańców.